# بهشاد یاورزاده
بهشاد یاورزاده (انگلیسی: Behshad Yavarzadeh؛ زاده ۷ ژانویهٔ ۱۹۸۳) یک بازیکن فوتبال اهل ایران است.
یاورزاده فوتبال خود را از سن ۱۶ سالگی و در سال ۱۳۷۷ شمسی از تیم نوجوانان شاهین آغاز کرد و بعد از آن به تیمهای جوانان سایپا، جوانان استقلال و امیدهای استقلال در دوران جوانی به میدان رفت و آغاز ورود به تیمهای بزرگسالان وی از تیم شهید قندی یزد بود و بعد از یک سال به تیم بزرگسالان استقلال پیوست او در تیمهای دیگر همچون استیل آذین، پیکان، راه‌آهن و در لیگهای امارات متحده در باشگاه دسته یکی العروبی در سال ۱۱–۲۰۱۰ و همچنین دراسلواکی، تایلند و میانمار بازی کرد.
یاورزاده بعد از اتمام فوتبالش به آمریکا رفت و هم اکنون در لس آنجلس آمریکا زندگی می کند. او هم اکنون مربی یکی از تیم های پایه  ایرانی ارمنی هست.

## افتخارات ورزشی
در سال ۲۰۰۶ میلادی با تیم ملی امید مقام سومی و مدال برنز بازیهای آسیایی دوحه در قطر